# Горчаков, Александр Михайлович (полный кавалер ордена Славы)
Александр Михайлович Горчаков — наводчик 76-мм орудия 137-го гвардейского стрелкового полка (47-я гвардейская стрелковая дивизия, 8-я гвардейская армия, 1-й Белорусский фронт), рядовой.

## Биография
Александр Михайлович Горчаков родился в семье рабочего в городе Алатырь Симбирской губернии (в настоящее время республика Чувашия). Окончил 8 классов школы. Работал в Москве на лесозаводе строителем участка военно-строительных работ.
В ряды Красной армии призывался в 1936 году, когда проходил срочную службу, в 1939, когда началась советско-финская война и в июне 1941 с началом Великой Отечественной войны. С октября 1941 года на фронте, дважды был тяжело ранен.
В боях за Днестр расчёт орудия, где работал замковым гвардии рядовой Горчаков подбил танк и бронетранспортёр противника, уничтожил 25 солдат противника. Западнее Ковеля при прорыве обороны противника, Горчаков, как наводчик орудия уничтожил несколько огневых точек и до 20 солдат противника. Был представлен к ордену Красной Звезды, приказом по 47-й гвардейской дивизии от 25 сентября 1944 года он был награждён орденом Славы 3-й степени.
С началом Варшавско-Познанской операции на реке Висла южнее Варшавы 14 января 1945 года гвардии рядовой Горчаков заменил, вышедшего из строя наводчика орудия и уничтожил миномёт и крупнокалиберный пулемёт противника вместе с расчётом. При форсировании Одера в районе Кюстрина 3 февралля 1945 года Горчаков с расчётом на руках перекатил орудие через реку и прямой наводкой уничтожил крупнокалиберный пулемёт. Когда противник перешёл в контратаку, Горчаков до последнего снаряда отбивал их натиск, а, когда закончились снаряды, с винтовкой в руках уничтожил 4-х солдат противника. Приказом по 8-й гвардейской армии от 26 марта 1945 года он был награждён орденом Славы 2-й степени.
В боях за плацдарм на левом берегу Одера наводчик орудия гвардии сержант Горчаков уничтожил 3 автомашины с боеприпасами, 2 пулемёта и до взвода солдат противника.
В боевых действиях на подступах к Берлину 16 апреля 1945 года подавил огонь 2 пулемётов и истребил 4 фаустников. Указом Президиума Верховного Совета СССР от 15 мая 1946 года гвардии сержант Горчаков был награждён орденом Славы 1-й степени.
Гвардии старшина Горчаков демобилизовался в январе 1946 года. Жил и работал в Приморском крае, с 1957 года строителем в Алатыре. Потом переехал в Ставрополь.
6 апреля 1985 года в ознаменование 40-летия Победы он был награждён орденом Отечественной войны 1-й степени.
Скончался Александр Михайлович Горчаков 25 мая 1997 года.